# Boda de Guillermo, gran duque heredero de Luxemburgo, y la condesa Estefanía de Lannoy
La boda del príncipe Guillermo de Luxemburgo y la condesa Estefanía de Lannoy tuvo lugar entre los días 19 y 20 de octubre del 2012. La boda marcó el mayor evento para la familia gran ducal de Luxemburgo y para el país en los últimos años.

## Noviazgo y compromiso
La Casa de Nassau-Weilburg, que incluye a la familia gran ducal, dirige Luxemburgo desde 1890. Guillermo sucederá a su padre, Enrique, como séptimo gran duque de Luxemburgo después de la muerte o abdicación de este último.
Estefanía de Lannoy es miembro de una familia noble belga, considerada una de las familias aristocráticas más antiguas de Europa. Es la menor de ocho hermanos y hermanas. Tiene un posgrado en la Universidad Católica de Lovaina, habla francés, alemán y ruso.
Guillermo y Estefanía se conocían desde hacía muchos años. La pareja comenzó a salir en 2009. Anunciaron su compromiso en abril de 2012. El príncipe Guillermo tenía 30 años y Stephanie 28 en el momento de su boda en octubre de 2012.
La madre de Estefanía, Alix Lannoy, murió de un derrame cerebral en agosto de 2012, apenas dos meses antes de la boda.
Se estima que la boda habrá costado unos 500 mil euros (US$ 650 000), pagados con los impuestos de los luxemburgueses. La ceremonia de dos días incluyó: fiestas públicas, fuegos artificiales y conciertos, todos los eventos abiertos al público.
El proceso de Estefanía para obtener la ciudadanía luxemburguesa se emitió antes de la boda, lo que provocó cierta controversia en Luxemburgo. Se hizo luxemburguesa y se naturalizó el 19 de octubre de 2012.

## Boda

### Ceremonia civil
Guillermo y Estefanía se casaron civilmente el 19 de octubre de 2012 en una ceremonia íntima realizada en el Ayuntamiento de Luxemburgo y estuvo presidida por el alcalde Xavier Bettel a las 15:30 horas de la tarde.

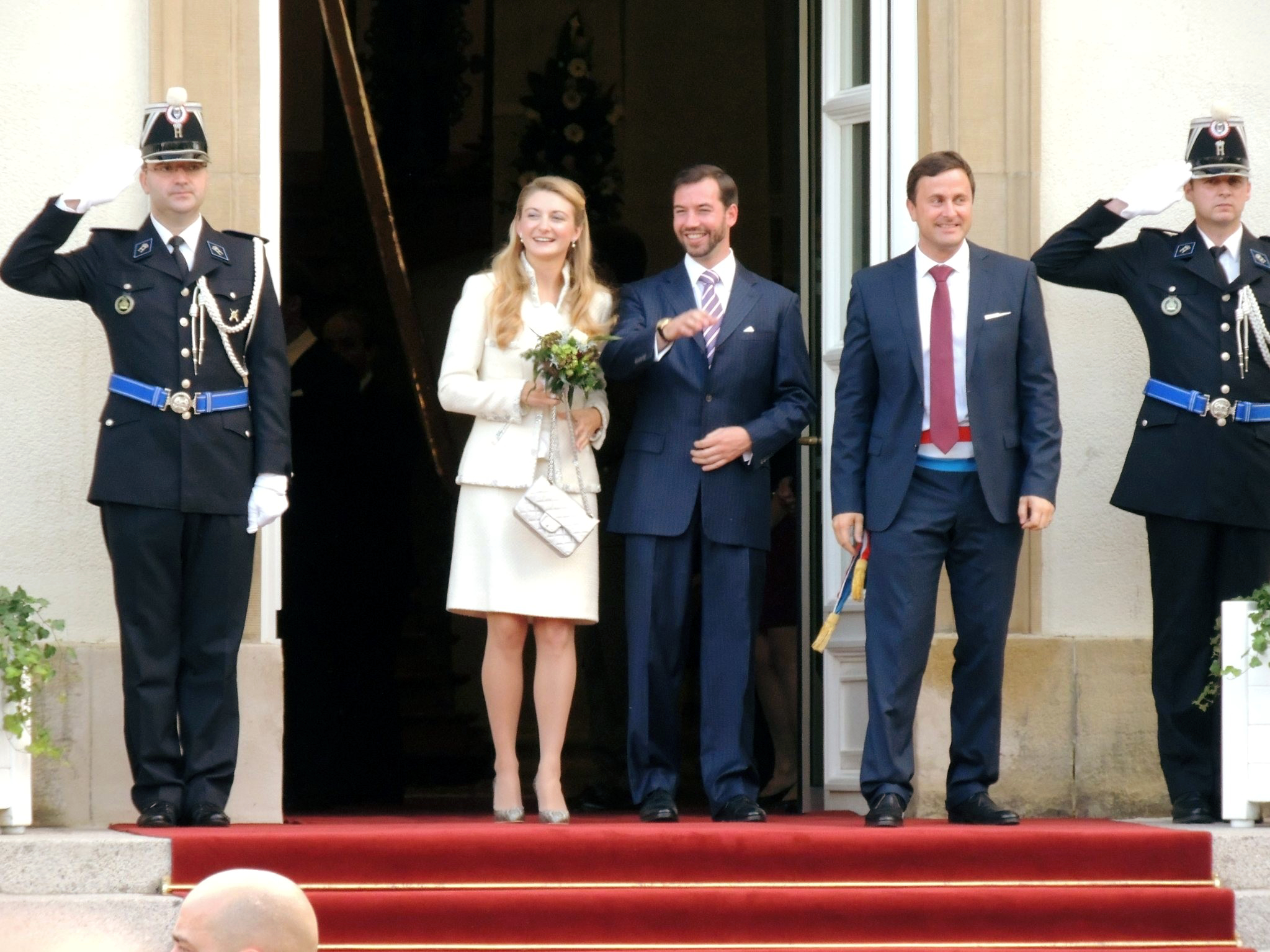
Guillermo y Estefanía tras su boda civil

Para la ocasión la novia lucía un traje de dos piezas en color crudo conformado por una chaqueta y una falda y firmado por la casa Chanel. 
Por la noche, los grandes duques ofrecieron una cena de gala en el Palacio Gran Ducal para los invitados de casas reales extrajeras y autoridades. 

### Ceremonia religiosa
La ceremonia católica se celebró el 20 de octubre de 2012 en la Catedral de Nuestra Señora de Luxemburgo. La ceremonia comenzó poco después de las 11:00 horas y estuvo presidida por el obispo de la archidiócesis de Luxemburgo, Jean-Claude Hollerich. 
Guillermo entró en la catedral del brazo de su madre, la gran duquesa María Teresa, y Estafanía lo hizo del brazo de su hermano mayor, el conde Jehan de Lannoy, ante la imposibilidad por cuestiones de movilidad de hacerlo con su padre, a quién saludó con dos besos nada más llegar al altar.

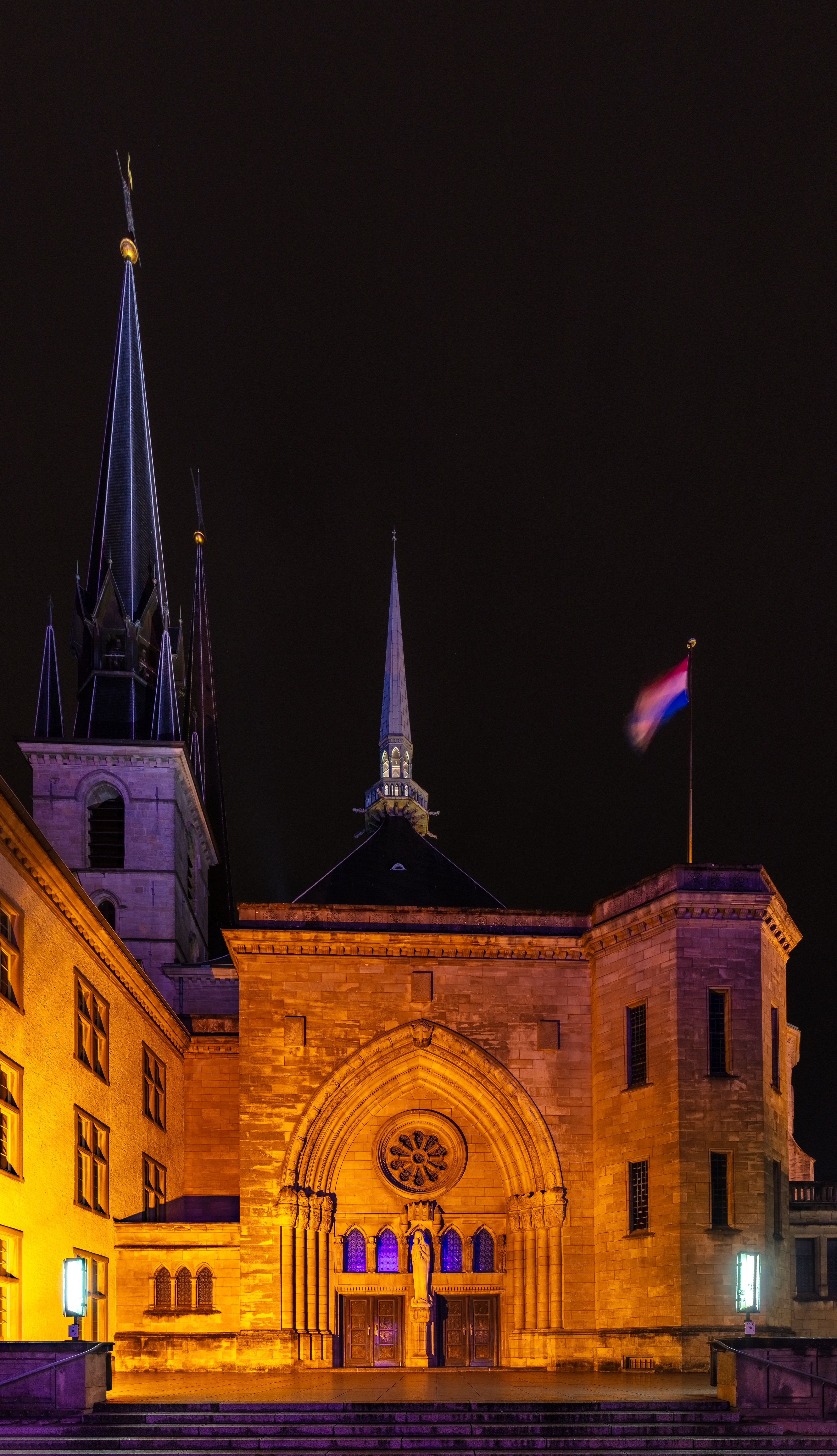
Catedral de Nuestra Señora de Luxemburgo donde se celebró la ceremonia católica

Después de la ceremonia los invitados se trasladaron al Palacio Gran Ducal donde los novios saludaron desde el balcón.

###### Vestimenta
El vestido de la novia fue diseñado por el libanes Elie Saab. El vestido fue descrito como un "vestido de marfil y encaje, bordado con filigrana plateada", con "mangas de tres cuartos." Su vestido iba acompañado de un velo de tul de seda, con motivos plateados y diseños florales además llevaba la tiara de la familia Lannoy. El príncipe Guillermo vestía el uniforme militar de Luxemburgo. 

###### Damas de honor y pages
- Princesa Alejandra de Luxemburgo (hermana del novio)
- Antonia Hamilton
- Príncipe Gabriel de Nassau (sobrino del novio)
- Condesa Carolina de Lannoy (sobrina de la novia)
- Condesa Luisa de Lannoy (sobrina de la novia)
- Isaure de le Court
- Lancelot de le Court
- Madeleine Hamilton

## Invitados

### Familia real luxemburguesa
- Gran duque emérito Juan (abuelo del novio)

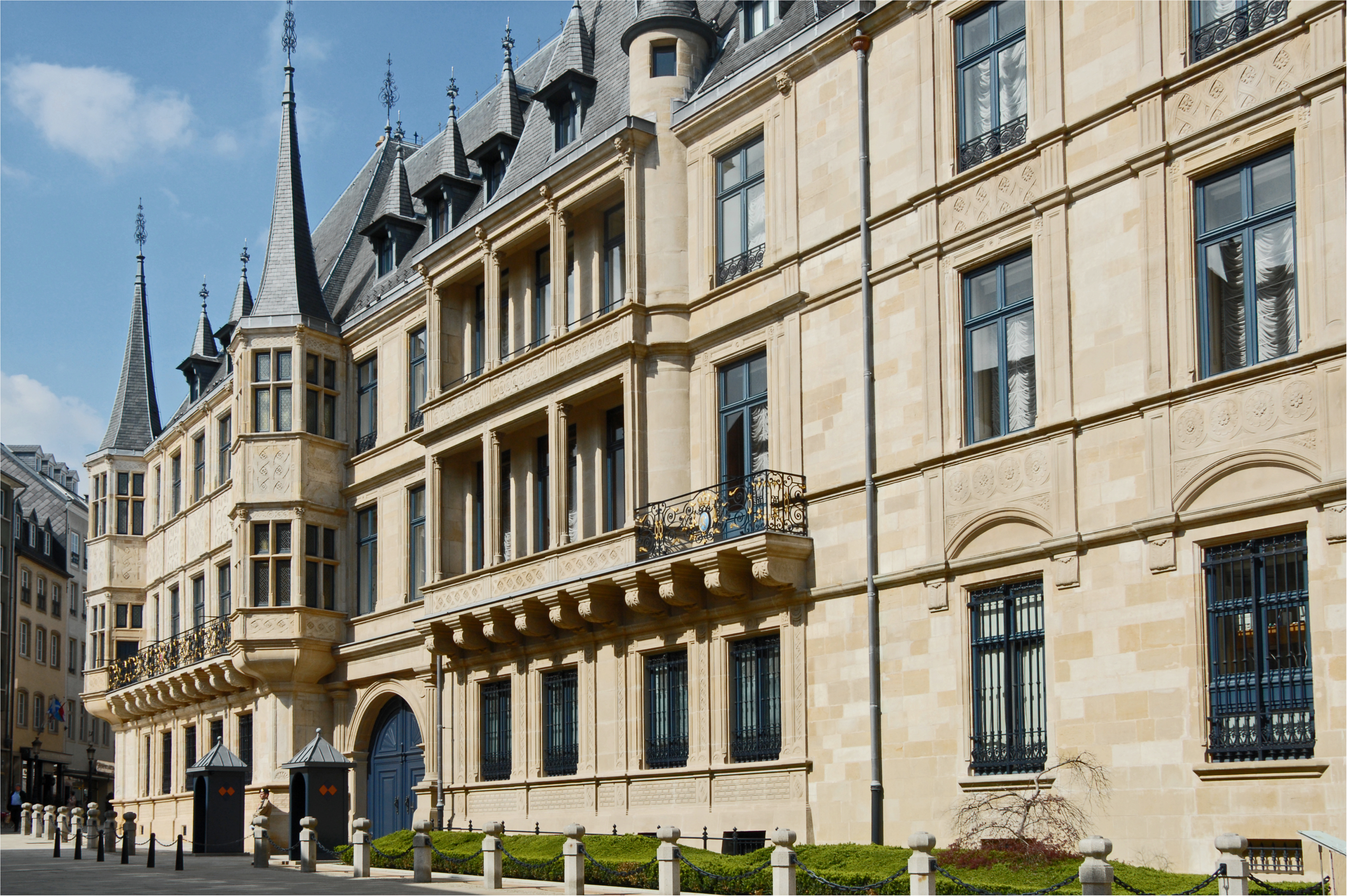
Palacio Gran Ducal donde se celebraron diversos actos

  - Palacio Gran Ducal donde se celebraron diversos actosGran duque Enrique y gran duquesa María Teresa (padres del novio)
    - Príncipe Félix y señorita Claire Lademacher (hermano del novio y su pareja)
    - Príncipe Luis y princesa Tessy (hermano y cuñada del novio)
      - Príncipe Gabriel de Nassau (sobrino del novio)
      - Príncipe Noé de Nassau (sobrino del novio)

    - Princesa Alejandra (hermana del novio)
    - Príncipe Sebastián (hermano del novio)

  - Archiduquesa María Astrid y archiduque Carlos Cristián de Austria (tíos paternos del novio)
    - Archiduquesa María Cristina y conde Rodolfo de Limburgo-Stirum
    - Archiduque Irme y archiduquesa Kathleen de Austria
    - Cristóbal de Austria y  señorita Adelaida Drape-Frisch
    - Archiduque Alejandro de Austria
    - Archiduquesa Gabriela de Austria

  - Príncipe Juan y condesa Diane de Nassau (tíos paternos del novio)
    - Princesa María Gabriela de Nassau
    - Príncipe Constantino de Nassau
    - Príncipe Wenceslao de Nassau
    - Príncipe Carl-Johan de Nassau

  - Princesa Margarita y príncipe Nicolás de Liechtenstein (tíos paternos del novio)
    - Princesa María-Annunciata de Liechtenstein
    - Princesa María Astrid de Liechtenstein
    - Príncipe Josef-Emanuel de Liechtenstein

  - Príncipe Guillermo y princesa Sibilla (tíos paternos del novio)
    - Príncipe Paul Louis de Nassau
    - Príncipe Leopoldo de Nassau
    - Princesa Carlota de Nassau
    - Príncipe Juan de Nassau

##### Otros miembros de la familia del gran duque
- Princesa Ana de Hohenberg y conde Andrés de Bardeau
- Princesa Sofía de Hohenberg y Jean-Louis de Potesta
- Condesa Charlotte Henckel y el conde Christoph Johannes von Meran
- Condesa Lidia de Holstein-Ledreborg
- Condesa Verónica de Holstein-Ledreborg
- Condesa Silvia de Holstein-Ledreborg y John Munro
- Condesa Antonia de Holstein-Ledreborg
- Princesa Charlotte y Marc-Victor Cunningham
- Príncipe Robert y Princesa Julie
- Miguel, Príncipe de Ligne y Leonora, princesa de Ligne
  - Princesa Alix de Ligne
- Príncipe Wauthier de Ligne y condesa Regine von Renesse
  - Princesa Isabel Leonor de Ligne y Barón Balduino Gilles de Pelichy
- Princesa Ana de Ligne y Olivier Mortgat
- Princesa Sofía, Condesa de Nicolay
- Princesa Yolande y Hugo Townshend
- Helene Vestur

### Familia de la Gran Duquesa
- Luis y Nicole Master (tíos maternos del novio)
  - Maike Maestro
  - Luis Mestre
- Antonio Maestro (tío materno del novio)
- Catalina Esteve (tía materna del novio)
  - Natalia Esteve
  - Katarina Esteve
  - Victoria Esteve

### Familia de la novia
- Felipe, conde de Lannoy (padre de la novia)
  - Conde Jehan de Lannoy (hermano de la novia)
    - Condesa Carolina de Lannoy
    - Condesa Luisa de Lannoy

  - Conde Christian y condesa Luisa de Lannoy (hermano y cuñada de la novia)
  - Condesa Nathalie y John Hamilton (hermana y cuñado de la novia)
    - Antonia Hamilton
    - Charlotte Hamilton
    - Madeleine Hamilton

  - Condesa Gaelle de Lannoy (hermana de la novia)
  - Conde Amaury de Lannoy (hermano de la novia)
  - Conde Olivier y condesa Alice de Lannoy (hermano y cuñada de la novia)
  - Condesa Isabelle y Jean-Charles de le Court (hermana y cuñado de la novia)
    - Isaure de le Court
    - Lancelot de le Court
- Condesa Chantal de Lannoy (tía paterna de la novia)
  - Condesa Cristina y conde Bruno de Limburgo Stirum
- Condesa Isabelle de Lannoy (tía paterna de la novia)
- Conde Claude y condesa Claudine de Lannoy (tíos paternos de la novia)
- Ladislas y Anne della Faille de Leverghem (tíos maternos de la novia)
- Lydia y Dominique de Schaetzen (tíos maternos de la novia)
- Dominique y Claude della Faille de Lerverghem (tíos maternos de la novia)
- Arnaud y Marie-Pascale della Faille de Lerverghem (tíos maternos de la novia)

### Casas reales reinantes

###### Bélgica
- Rey Alberto II y reina Paola
  - Príncipe heredero Felipe y princesa heredera Matilde, duques de Brabante
  - Princesa Astrid y archiduque Lorenzo de Austria-Este
    - Príncipe Amadeo

  - Príncipe Lorenzo y princesa Clara
- Reina viuda Fabiola

###### Dinamarca
- Reina Margarita II y príncipe consorte Enrique
  - Príncipe heredero Federico y princesa heredera María
- Conde Axel y condesa Jutta de Rosenborg

###### Japón
- Príncipe heredero Naruhito

###### Jordania
- Príncipe Hassan bin Talal y princesa Sarvath al-Hassan 
  - Príncipe Hassan bin Talal y princesa Sarvath al-Hassan

###### Liechtenstein
- Príncipe Hans-Adam II y princesa María
- Princesa Isabel
  - Príncipe Venceslao
  - Princesa Nora, marquesa viuda Marino

###### Mónaco
- Princesa Carolina, princesa de Hannover

###### Marruecos
- Princesa consorte Lalla Salma

###### Países Bajos
- Reina Beatriz II
  - Príncipe heredero Guillermo Alejandro y princesa hereda Máxima, príncipes de Orange

###### Noruega
- Rey Harald V y reina Sonia
  - Príncipe heredero Haakon y princesa heredera Mette-Marit
  - Princesa Marta Luisa

###### Catar
- Sheika Al-Mayassa bint Hamad bin Khalifa Al-Thani
- Jeque Hamad bin Jassim bin Jaber bin Mohammed bin Thani Al Thani

###### España
- Príncipe heredero Felipe y princesa heredera Letizia, príncipes de Asturias

###### Suecia
- Reina Silvia
  - Princesa heredera Victoria y príncipe Daniel, duques de Västergötland
  - Príncipe Carlos Felipe, duque de Värmland

###### Reino Unido
- Conde Eduardo y condesa Sofía de Wessex

### Casas reales no reinantes

###### Austria
- Archiduquesa María Beatriz, condesa Riprand von und zu Arch-Zinneberg
  - Condesa Anna von und zu Arch-Zinneberg
  - Condesa Olympia von und zu Arch-Zinneberg
- Archiduque Martín y Archiduquesa Catalina de Austria-Este
- Archiduquesa Isabel y el conde Andrea Czarnocki-Lucheschi
- Archiduque István y Archiduquesa Paola
- Archiduquesa Yolanda 
  - Archiduque Rodolfo y Archiduquesa María Helena
    - Archiduquesa Priscila
- Archiduquesa Anna Gabriele
  - Archiduquesa María Ana y Príncipe Pedro Galitzine
  - Archiduque Carlos Pedro y Archiduquesa Alejandra
  - Archiduque Simeón y  archiduquesa María
  - Archiduquesa Catalina María de Austria y el conde Massimiliano Secco d'Aragona
- Archiduque Miguel y la Archiduquesa Cristiana
- Archiduquesa Sofía y el príncipe de Windisch-Graetz

###### Baden
- Príncipe Maximiliano y princesa Valeria
  - Príncipe heredero Bernardo y princesa heredera Estefanía

###### Baviera
- Príncipe Max y princesa Isabel
- Príncipe Luis
- Princesa Gabriela, duquesa viuda de Croy
  - Rodolfo, decimoquinto duque de Croy y Alejandra, duquesa de Croy

###### Parma
- Carlos Javier de Borbón-Parma y Annemarie Gualthérie van Weezel
  - Príncipe Carlos-Henri de Lobkowicz

###### Bulgaria
- Zar Simeón II y zarina Margarita
  - Miriam, princesa viuda de Turnovo
  - Kyril, Príncipe de Preslav

###### Francia
- Príncipe Juan, duque de Vendome y la Princesa Filimena, Duquesa de Vendome
- Jean-Christophe, Príncipe Napoleón

###### Grecia
- Rey Constantino II y reina Ana Maria
  - Príncipe heredero Pablo y princesa heredera Marie Chantal

###### Italia
- Emanuel Felisberto, Príncipe de Venecia y Piamonte y Clotilde, princesa de Venecia y Piamonte

###### Brasil
- Antonio Juan de Orleans y Braganza y la princesa D. Christine de Ligne de Orleans y Braganza

###### Portugal
- D. Duarte Pío, duque de Braganza y D. Isabel, duquesa de Braganza

###### Prusia
- Príncipe Jorge Federico

###### Rumanía
- Princesa Margarita y príncipe Radu

###### Yugoslavia
- Alejandro, Príncipe Heredero de Yugoslavia y Catalina, princesa heredera de Yugoslavia

### Nobleza
- Princesa Daine d'Arenberg
- Señora Brabourne
- El Príncipe y la Princesa de Merod
  - Princesa Blanca y barón Philipp von und zu Bodman

- El Príncipe y la Princesa de Stolberg-Stolberg
- Princesa Luisa de Stolberg-Stolberg

### Otros invitados destacados
Jean-Claude Juncker, primer ministro de Luxemburgo
 Xavier Bettel, alcalde de la ciudad de Luxemburgo
 José Manuel Barroso, Presidente de la Comisión Europea
A la ceremonia nupcial asistieron unos 270 ciudadanos del Gran Ducado de Luxemburgo.

## Otros datos
Guillermo y Estefanía han tenido dos hijos:
- Príncipe Carlos de Luxemburgo (10 de mayo de 2020)[4]
- Príncipe Francisco de Luxemburgo (27 de marzo de 2023)[5]

El 8 de octubre de 2024, Guillermo fue nombrado por su padre Representante (Lugarteniente-Representante) del Gran Ducado de Luxemburgo. Suele ser un paso previo al traspaso de la corona gran ducal, aunque no es automático. 